# Gare de Sowerby Bridge
La gare de Sowerby Bridge est une gare ferroviaire du Royaume-Uni, située sur le territoire de la ville de Sowerby Bridge, dans le  Yorkshire de l'Ouest en Angleterre. 
Les services à partir de Sowerby Bridge sont opérés par Northern Rail.